# Катеринівка (Хорошівська селищна громада)
Катери́нівка — село в Україні, у Хорошівській селищній територіальній громаді Житомирського району Житомирської області. Населення становить 223 особи (2001).

## Населення
За даними перепису 2001 року населення села становило 223 особи, з них 98,65 % зазначили рідною українську мову, 0,9 % — угорську, а 0,55 % — іншу.

## Історія
На мапі 1911—1912 років Катеринівка позначена як населений пункт із 71 двором.
У 1923—54 роках — адміністративний центр Катеринівської сільської ради Володарсько-Волинського району.
У 1932–1933 роках село постраждало від Голодомору. За свідченнями очевидців кількість померлих склала щонайменше 14 осіб, імена яких встановлено.
12 червня 2020 року, відповідно до розпорядження Кабінету Міністрів України № 711-р «Про визначення адміністративних центрів та затвердження територій територіальних громад Житомирської області», територію та населені пункти Радицької сільської ради включено до складу Хорошівської селищної територіальної громади Житомирського району Житомирської області.